# بيل كينيدي (لاعب كرة قدم)
بيل كينيدي (بالإنجليزية: Bill Kennedy)‏ (2 فبراير 1912 في المملكة المتحدة - 12 ديسمبر 1989 بساوثهامبتون في المملكة المتحدة) هو لاعب كرة قدم بريطاني (وحمل سابقاً جنسية المملكة المتحدة لبريطانيا العظمى وأيرلندا) في مركز نصف الجناح. لعب مع نادي بورتسموث ونادي ساوثهامبتون ونادي كارلايل يونايتد ونادي كرو ألكساندرا وهاميلتون أكاديميكال.